# 25638 Ahissar
25638 Ahissar (tên chỉ định: 2000 AB64) là một tiểu hành tinh vành đai chính. Nó được phát hiện bởi dự án Nghiên cứu tiểu hành tinh gần Trái Đất Lincoln ở Socorro, New Mexico, ngày 4 tháng 1 năm 2000. Nó được đặt theo tên Shira Ahissar, an Israeli high school student whose behavioral và social sciences project won second place ở the 2009 Giải thưởng Khoa học và Kỹ thuật Intel.